# تدافع

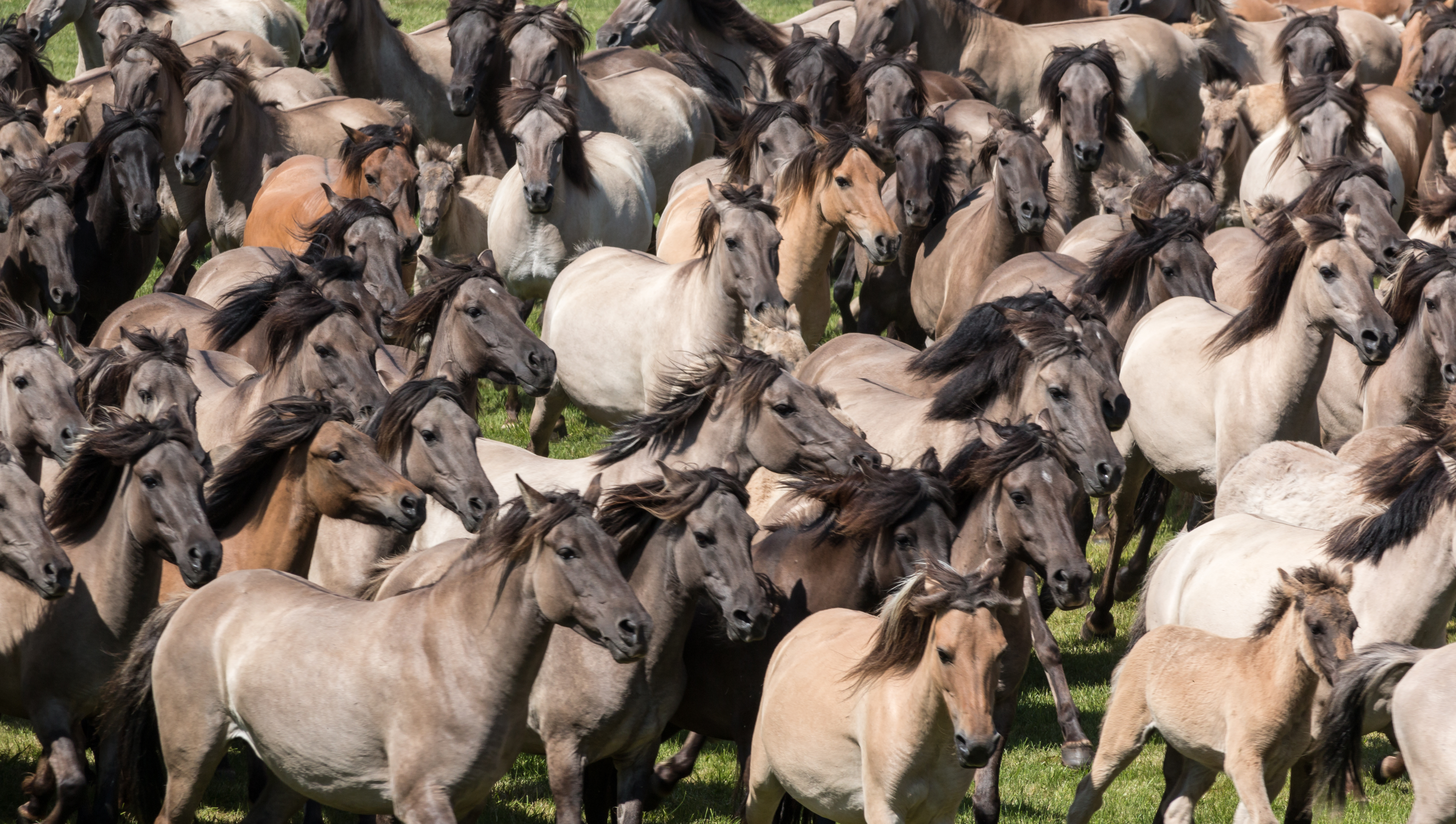
خيول برية خلال تدافع وفرار جماعي

التدافع هو فرار جماعي غير منضبط أو مُتحكم به بين قطيع حيوانات أو حشد من الناس حيث يتم الهروب والنفور بشكل جماعي غالباً في محاولة للهرب من تهديد محتمل.

## التدافع البشري والدهس
غالبا ما تحدث عمليات التدافع أثناء طقوس الحج الدينية والفعاليات الترفيهية الضخمة، بسبب وجود حشود كثيفة من الناس محاطة بحشود أخرى مثلها من جميع الجهات. التدافع البشري وحوادث الدهس تصاحبها أيضاً نوبات فزع وذعر (مثلاً عندد الاستجابة لإخلاء حريق أو تفجير) لأن الأفراد كلهم يحاولون الفرار بعيداً.

### التدافع
وفقا للخبراء فإن «التدافع» الحقيقي (و الفزع) نادرا ما يحدث إلا في حالة أن العديد من الناس يفرون بهلع وخوف، مثلاً كالهروب من نار وحريق،  وأما الدهس بالأقدام من قبل الناس في حالات التدافع فإنها نادرا ما تسبب إصابات قاتلة.